# Drysice
Drysice é uma comuna checa localizada na região de Morávia do Sul, distrito de Vyškov.